# Rio Novo do Sul
Rio Novo do Sul é um município brasileiro do estado do Espírito Santo.

## Geografia

### População
É formada por descendentes de portugueses, africanos, italianos, alemães, holandeses, franceses, suíços, belgas e espanhóis.

### Demografia
| Cor/Raça | Percentagem |
| -------- | ----------- |
| Brancos  | 56,5%       |
| Negros   | 2,7%        |
| Pardos   | 40,3%       |
| Amarelos | 0,5%        |

Fonte: Censo 2010

## História

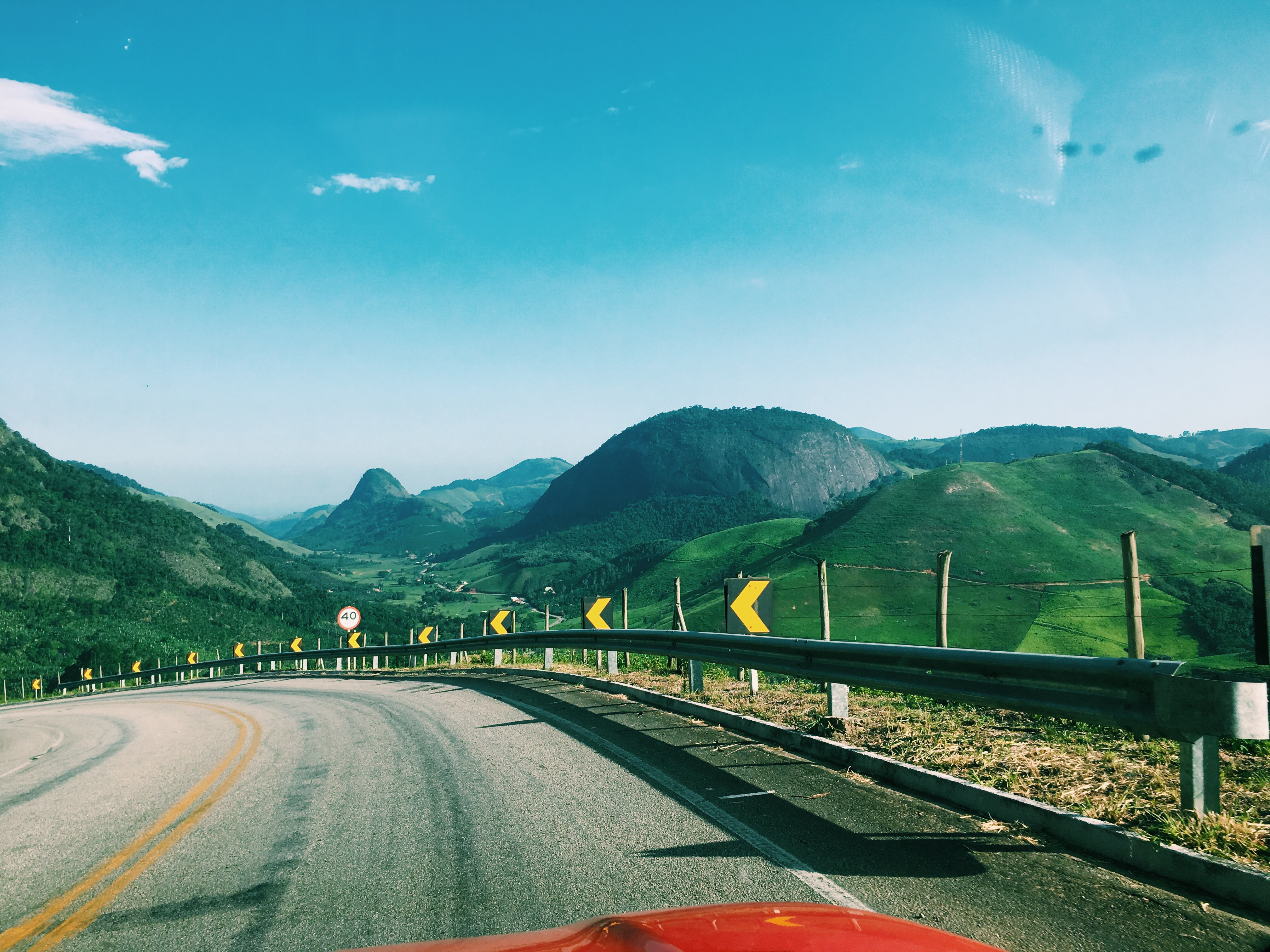
Relevo ondulado no município

As Terras em que atualmente se acham o município de Rio Novo do Sul, constituíram, primitivamente, a
antiga Imperial Colônia do Rio Novo.
O povoamento da região deve-se à pertinácia do Major Caetano Dias da Silva, proprietário no município de
Itapemirim, que, através da Associação Colonial do Rio Novo, obteve, em 1855, do governo autorização para explorar as terras devolutas que formavam toda aquela região, executadas apenas as terras pertencentes à Família Salles, hoje denominada São Domingos.
No sentido de promover o desenvolvimento da região, as terras da antiga Colônia foram vendidas em
pequenos lotes, aos imigrantes que o Major Caetano trouxera da Europa.
Em 6 de Março de 1880, Rio Novo passou a construir distrito do município de Itapemirim.
Em 1893, criado o município de Rio Novo, com território desmembrado do município de Itapemirim. Sua instalação ocorreu a 6 de Janeiro de 1894. Finalmente, em 1953, o município passou a denominar-se a Rio Novo do Sul.
O rio que delimita a cidade, ao sul e sudeste, deu origem ao topônimo, Rio Novo do Sul.
Nos anos 1930, o então município de Rio Novo sofreu grandes impulsos econômicos ao ser cortado por uma ferrovia, a Estrada de Ferro do Litoral, responsável pelo escoamento de cargas e pelo transporte de passageiros do município ao distrito de Paineiras, na cidade vizinha de Itapemirim e onde se entroncava com a Estrada de Ferro Itapemirim. Porém, o curto ramal de 12 km teve uma vida curta, sendo suprimido ao transporte público nos anos 1940 e ficando como uma linha cargueira de uma usina local. Anos depois, a ferrovia seria desativada e extinta. 